# Palkovits Miklós
Palkovits Miklós (Budapest, 1933. december 5. –) Széchenyi-díjas magyar orvos, anatómus, endokrinológus, agykutató, egyetemi tanár, a Magyar Tudományos Akadémia rendes tagja. Kutatási területe az agy finomszerkezetének és idegpályáinak anatómiai és kémiai vizsgálata, valamint alapvető élettani tevékenységeinek és hormonális működéseinek idegrendszeri szabályozása.

## Életpályája
1952-ben érettségizett a budapesti I. László Gimnáziumban, majd felvették a Budapesti Orvostudományi Egyetemre, itt szerzett orvosi diplomát 1958-ban. Ennek megszerzése után az egyetem I. Számú Anatómiai Intézetének lett munkatársa. 1960-ban kapta meg adjunktusi, 1972-ben egyetemi docensi (ekkor az egyetem neve már Semmelweis Orvostudományi Egyetem volt), 1980-ban pedig egyetemi tanári kinevezését. 1988-ban az intézet Neuromorfológiai Laboratóriumának vezetőjévé nevezték ki, tisztségét 1995-ig töltötte be, majd az MTA és az egyetem közös Neuromorfológiai Kutatócsoportját vezette 2003-ig. Ekkor kapta meg professor emeritusi és kutatóprofesszori címét is. Magyarországi állásai mellett 1969 és 1982 között több alkalommal volt vendégprofesszor Olaszországban, Hollandiában és az USA-ban. Ezt követően a National Institute of Mental Health (NIMH) bethesdai kutatólaboratóriumának vezetőjévé nevezték ki, később tudományos tanácsadója lett. 2006-ban Szilárd Leó professzori ösztöndíjban részesült.
1966-ban védte meg az orvostudományok kandidátusi, 1973-ban akadémiai doktori értekezését. Az MTA Elméleti Orvostudományi Bizottságának, később a Klinikai Idegtudományi Bizottságnak lett tagja. 1990-ben megválasztották a Magyar Tudományos Akadémia levelező, 1995-ben pedig rendes tagjává. Bekerült a Doktori Tanácsba is, később elnökévé választották. 1993-ban az Európai Akadémia (Academia Europaea) is felvette tagjai sorába. Akadémiai tisztségein kívül a Nemzetközi Agykutatók Szervezete (IBRO) magyar nemzeti bizottságának elnöke, illetve a Magyar Anatómusok, Hisztológusok és Embryológusok Társasága, a Magyar Endokrinológiai Társaság és a Magyar Neurológiai Társaság tagja. Emellett több nemzetközi anatómiai társaság tagja. Számos tudományos szakfolyóiratban is tevékenykedik, így többek között az Acta Physiologica Hungarica, az Orvosi Hetilap, a Brain Research Reviews, a Clinical Neuroscience, a Neurobiology, a Neuroendocrinology és a Neuroscience Research szerkesztőbizottságának tagja.

## Díjai, elismerései
- Akadémiai Díj (1976)
- Széchenyi-díj (1991) – Nemzetközileg is elismert tudományos munkásságáért.
- Rienecker Award and Gold Medal (1993)
- Szent-Györgyi Albert-díj (1995)
- Semmelweis-díj és -emlékérem (1997)
- Szabó György-díj (2001)
- Markusovszky-díj (2001)
- A Magyar Köztársasági Érdemrend tisztikeresztje (2003)
- Ipolyi Arnold-díj (2005)
- Prima Primissima díj (2012)
- Magyar Örökség díj (2013)
- A Magyar Érdemrend parancsnoki keresztje a csillaggal (2015)

## Főbb publikációi
- Über methodische Fragen der Kernvariationsstatistik (cikksorozat, 1958)
- Angaben und Hilfsmittel zur Auswertung von Kernvariationsuntersuchungen (1961)
- Methods of the experimental medicine (könyv, társszerző, 1962)
- Quantitativ-histologische Methodes in Verbindung mit der Schilddrüse und ihre vergleichende Bewertung (1963)
- Morphology and Function of the Subcommissural Organ (könyv, 1965)
- Karyometric Investigations (könyv, társszerző, 1968)
- Afferent pathways of stressful stimuli: corticotrophin release after hypothalamic deafferentation (társszerzőkkel, 1970)
- Quantitative histological analysis of the cerebellar cortex in the cat I–IV. (társszerzőkkel, 1971–1972)
- Isolated removal of hypothalamic or other brain nuclei of the rat (1973)
- Topographic atlas of catecholamine and acetylcholinesterase-containing neurons in the rat brain (cikksorozat, társszerző, 1974)
- Norepinephrine and dopamine content of hypothalamic nuclei of the rat (társszerző, 1974)
- Thyrotropin-releasing Hormone in Specific Nuclei of Rat Brain (társszerző, 1974)
- Regional Concentrations of Noradrenaline and Dopamine in Rat-brain (társszerzőkkel, 1976)
- Neuroanatomy of central cardiovascular control (társszerző, 1977)
- Guide and Map for the Isolated Removal of Individual Cell groups from the Rat Brain (könyv, társszerk., 1980)
- Morphology of the Rat Brain Ventricles, Ependyma and Periventricular Structures (könyv, társszerző, 1981)
- Neuropeptidek a központi idegrendszerben (könyv, 1986)
- Galanin in the Hypothalamohypophyseal System (1987)
- Maps and Guide to Microdissection of the rat (könyv, társszerző, 1988)
- Involvement of Neurotransmitters in the Nucleus-tractus-solitarii in Cardiovascular Regulation (társszerző, 1992)
- Axonal changes in chronic demyelinated cervical spinal cord plaques (társszerző, 2000)
- Tudományos közlemények írása, szerkesztése és értékelése: Útmutató orvosi közlemények írói, olvasói, értékelői és bírálói számára (könyv, társszerző, 2006)